# Gjaidtroghöhe
Gjaidtroghöhe är ett berg i Österrike.   Det ligger i distriktet Spittal an der Drau och förbundslandet Kärnten, i den centrala delen av landet, 290 km väster om huvudstaden Wien. Toppen på Gjaidtroghöhe är 2 452 meter över havet.
Terrängen runt Gjaidtroghöhe är bergig. Närmaste större samhälle är Bad Gastein, 18,6 km öster om Gjaidtroghöhe. 
Trakten runt Gjaidtroghöhe består i huvudsak av gräsmarker. Runt Gjaidtroghöhe är det ganska glesbefolkat, med 30 invånare per kvadratkilometer.